# Я, Франкенштейн
«Я, Франкенштейн» (англ. I, Frankenstein) — американсько-австралійський фентезійний бойовик режисера і сценариста Стюарта Бітті, що вийшов у січні 2014 року. У головних ролях Аарон Екхарт, Білл Наї, Івонн Страховскі. Стрічку знято на основі графічного роману Кевіна Ґрев'є.
Продюсером були Ґері Луккезі, Ендрю Мейсон, Том Розенберґ і Річард С. Райт. Вперше фільм продемонстрували 23 січня 2014 року в Україні, в Австралії та інших країнах.

## Сюжет
Вчений Віктор Франкенштейн робить прорив в області науки, коли з декількох мертвих тіл зшиває та оживляє нову істоту. Проте згодом він сам лякається свого творіння і намагається його знищити. Втім, істота виживає і за подібний вчинок свого творця мститься йому, вбиваючи дружину Франкенштейна. Через це Віктор до останнього свого подиху переслідує своє творіння і замерзає насмерть в снігах півночі. В свою чергу істота забирає тіло Франкенштейна і відносить на кладовище, щоб поховати. Тут творіння вченого знаходять інші монстри — справжні демони. Їх лідер Наберіус хоче ознайомитися з роботою Віктора, якому вдалося самотужки створити істоту без душі. Однак цим планам заважають ґаргульї, які ведуть війну з демонами. Крилаті створіння відносять знайдену істоту до королеви ордену ґаргульїв Леонори. Та дає ім'я творінню Франкенштейна, називаючи його Адамом. Потім вона пояснює, що їх обов'язок — нищити орди демонів, цим самим захищаючи людство. При цьому, коли гине прислужник Наберіуса, то він відправляється назад до пекла, а загибель ґаргульї відправляє ту на небеса. Той факт, що Адам не має душі, дозволяє йому також знищувати демонів. Тому ґаргульї озброюють свого гостя, але той відмовляється брати участь у віковій війні.
Проходять роки, але полювання демонів на Адама продовжується. У зв'язку з цим він вирішує не чекати, а сам відправляється на пошуки пекельних створінь. Одна з таких сутичок закінчується тим, що гине людина. Більше того, Адам б'ється з демонами прямо посеред вулиці, тим самим привертаючи увагу до себе з боку випадкових свідків. Через це втрутитися в ситуацію змушені ґаргульї. Вони ув'язнюють Адама в своєму соборі, щоб той не чинив самосуд.
Тим часом Наберіус продовжує свої наукові дослідження, прагнучи повторити успіх Віктора Франкенштейна та оживити мертве тіло. На нього працюють вчені Терра та Карл. Їм майже вдалося добитися цієї мети. Але для дослідів над людськими тілами потрібно більше інформації. Тому Наберіус приймає рішення атакувати орден ґаргульїв, щоб отримати в свої руки або Адама, або щоденник його творця…

## У ролях
| Актор            | Персонаж                                  | Роль                                            |
| ---------------- | ----------------------------------------- | ----------------------------------------------- |
| Аарон Екхарт     | Адам Франкенштейн англ. Adam Frankenstein | надлюдина, що створена з різних людських частин |
| Білл Наї         | Наберіус англ. Naberius                   | лідер демонів                                   |
| Івонн Страховскі | Терра Вейд англ. Terra Wade               | електрофізіолог                                 |
| Міранда Отто     | Леонор англ. Leonore                      | королева ґаргульїв                              |
| Джай Кортні      | Ґідеон англ. Gideon                       | лідер армії ґаргульїв                           |
| Махеш Джаду      | Офір англ. Ophir                          | ґаргу́лья                                        |
| Брюс Спенс       | Молокай англ. Molokai                     | демонічний лікар, який наглядає за трупами      |

## Сприйняття

### Критика
Станом на 17 січня 2014 року рейтинг очікування на сайті Rotten Tomatoes становив 94% з 30 250 голосів, на сайті Kino-teatr.ua — 75% (8 голосів).
Фільм отримав змішано-негативні відгуки: Rotten Tomatoes дав оцінку 5% на основі 43 відгуків від критиків (середня оцінка 3,3/10) і 55% від глядачів із середньою оцінкою 3,3/5 (38,382 голоси). Загалом на сайті фільми має негативний рейтинг, фільму зарахований «гнилий помідор» від кінокритиків і «розсипаний попкорн» від глядачів, Internet Movie Database — 5,5/10 (3 658 голосів), Metacritic — 29/100 (18 відгуків критиків) і 4,3/10 від глядачів (46 голосів). Загалом на цьому ресурсі від критиків фільм отримав негативні відгуки, а від глядачів — змішані.

### Касові збори
Під час показу в Україні, що стартував 23 січня 2014 року, протягом першого тижня фільм був показаний у 150 кінотеатрах і зібрав 478,475 $, що на той час дозволило йому зайняти 1 місце серед усіх прем'єр.
Під час показу у США, що розпочався 24 січня 2014 року, протягом першого тижня фільм був показаний у 2,753 кінотеатрах і зібрав 8,610,441 $, що на той час дозволило йому зайняти 6 місце серед усіх прем'єр. Показ фільму триває 4 днів (0,6 тижня) і станом на 24 січня 2014 року фільм зібрав у прокаті у США 9,231,189  доларів США, а у решті країн 16,200,000 $, тобто загалом 25,431,189 $ при бюджеті 65 млн $.

### Виноски
1. 1 2 3  Я, Франкенштейн. Kino-teatr.ua. Процитовано 17 січня 2014.
2. 1 2  I, Frankenstein: Release Info (англ.). Internet Movie Database. Процитовано 17 січня 2014.
3. 1 2 3 4 5 6  I, Frankenstein (англ.). Box Office Mojo. Процитовано 29 січня 2014.
4. 1 2  I, Frankenstein (англ.). Internet Movie Database. Процитовано 29 січня 2014.
5. ↑  I, Frankenstein (англ.). AllMovie. Процитовано 17 січня 2014.
6. 1 2  I, Frankenstein: Full Cast & Crew (англ.). Internet Movie Database. Процитовано 17 січня 2014.
7. ↑  I, Frankenstein (англ.). Rotten Tomatoes. Процитовано 29 січня 2014.
8. ↑  I, Frankenstein (англ.). Metacritic. Процитовано 29 січня 2014.
9. ↑  I, Frankenstein — Ukraine Weekend Box Office (англ.). Box Office Mojo. Процитовано 29 січня 2014.
10. ↑  I, Frankenstein (англ.). The Numbers. Процитовано 29 січня 2014.